# Манджханпур
Манджханпур (англ. Manjhanpur, хинди मंझनपुर) — город на севере Индии, в штате Уттар-Прадеш, административный центр округа Каушамби.

## География
Город находится в южной части Уттар-Прадеша, на высоте 89 метров над уровнем моря.
Манджханпур расположен на расстоянии приблизительно 140 километров к юго-юго-востоку (SSE) от Лакхнау, административного центра штата и на расстоянии 523 километров к юго-востоку от Нью-Дели, столицы страны.

## Демография
По данным официальной переписи 2001 года численность населения города составляла 14 150 человек, из которых мужчины составляли 53,2 %, женщины — соответственно 46,8 %. Уровень грамотности взрослого населения составлял 54,6 %. Уровень грамотности среди мужчин составлял 64,3 %, среди женщин — 43,6 %. 17,5 % населения составляли дети до 6 лет.